# در بحران انقراض
در بحران انقراض یا در سراشیبی انقراض (به انگلیسی: Critically Endangered) یا در معرض نابودی گونه‌ای، بالاترین درجه ریسک برای جانوران زمین در فهرست سرخ آی‌یوسی‌ان است که توسط اتحادیه بین‌المللی حفاظت از طبیعت (IUCN) به گونه‌ها، با توجه به وضعیت حفاظت آن‌ها، داده می‌شود. در بحران انقراض به این معنا است که جمعیت گونه کاهش یافته یا در طی سه نسل آینده به زیر ۸۰٪ جمعیت کنونی برسد.
از آنجا که IUCN تا هنگامی که بررسی‌های فراگیر و دقیق دربارهٔ منقرض شدن یک گونه انجام ندهد آن گونه را در شمار گونه‌های در بحران انقراض نگه می‌دارد، تعدادی از گونه‌هایی که احتمالاً در حال انقراض هستند هنوز در این رده قرار دارند.

## نمونه‌هایی از گونه‌های در بحران انقراض
- میمون سیاه کاکل‌دار[۵]
- کبوتر میوه‌خوار راپا[۶]
- پلنگ سیبری (میان ۳۰ تا ۳۵)
- ببر جنوب چین
- ببر مالایی
- شتر دوکوهانه
- ببر سوماترایی
- پلنگ شمال چینی
- کرگدن جاوه‌ای
- پلنگ جاوه
- پلنگ ایرانی
- پلنگ عربی
- پلنگ هندوچینی
- پلنگ آمور
- یوزپلنگ ایرانی

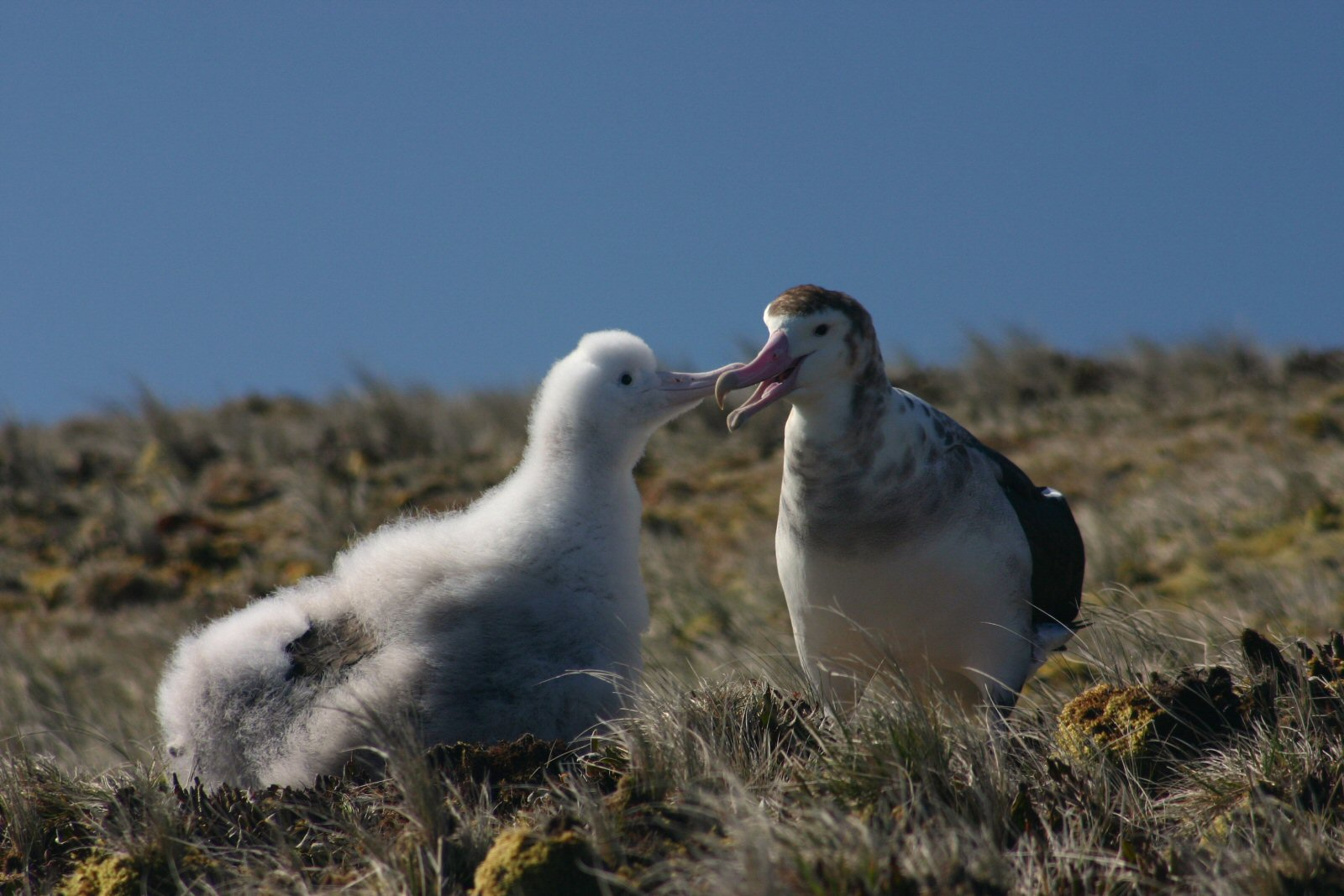
آلباتروس آمستردام
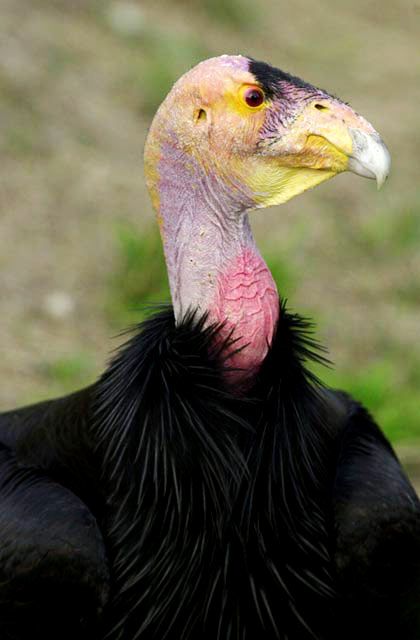
کرکس کالیفرنیا
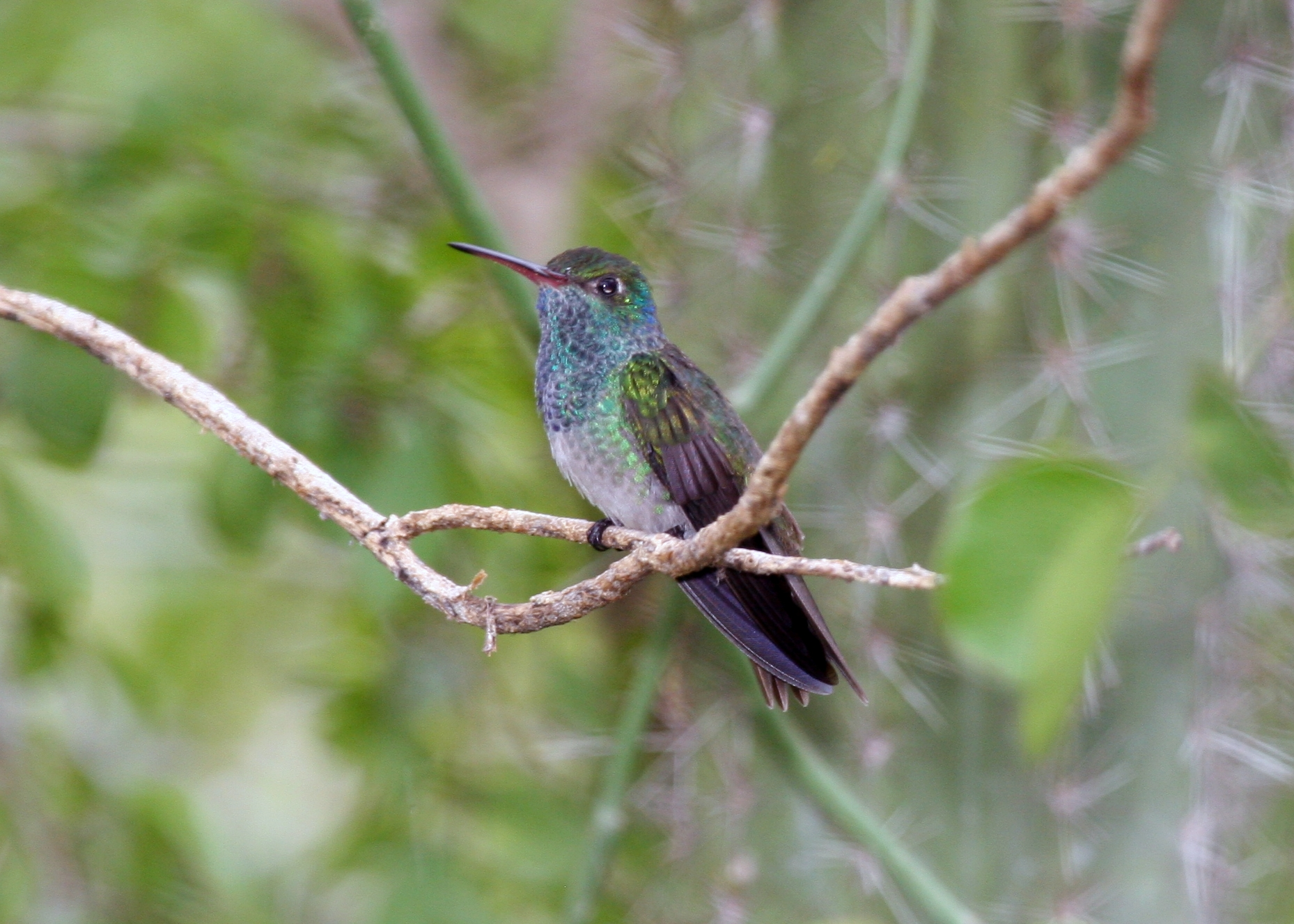
مگس‌مرغ هندوراسی
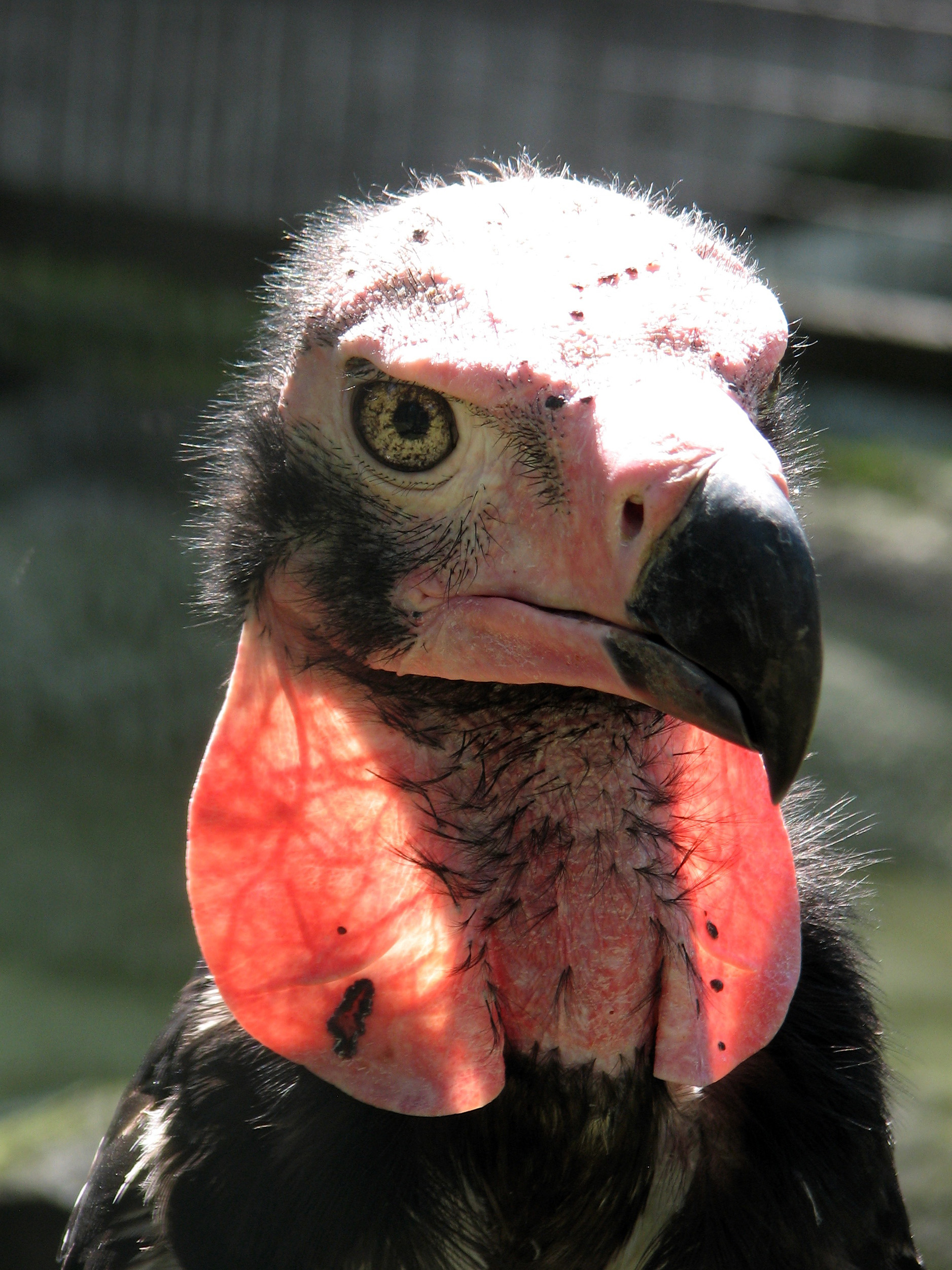
کرکس گردن‌سرخ
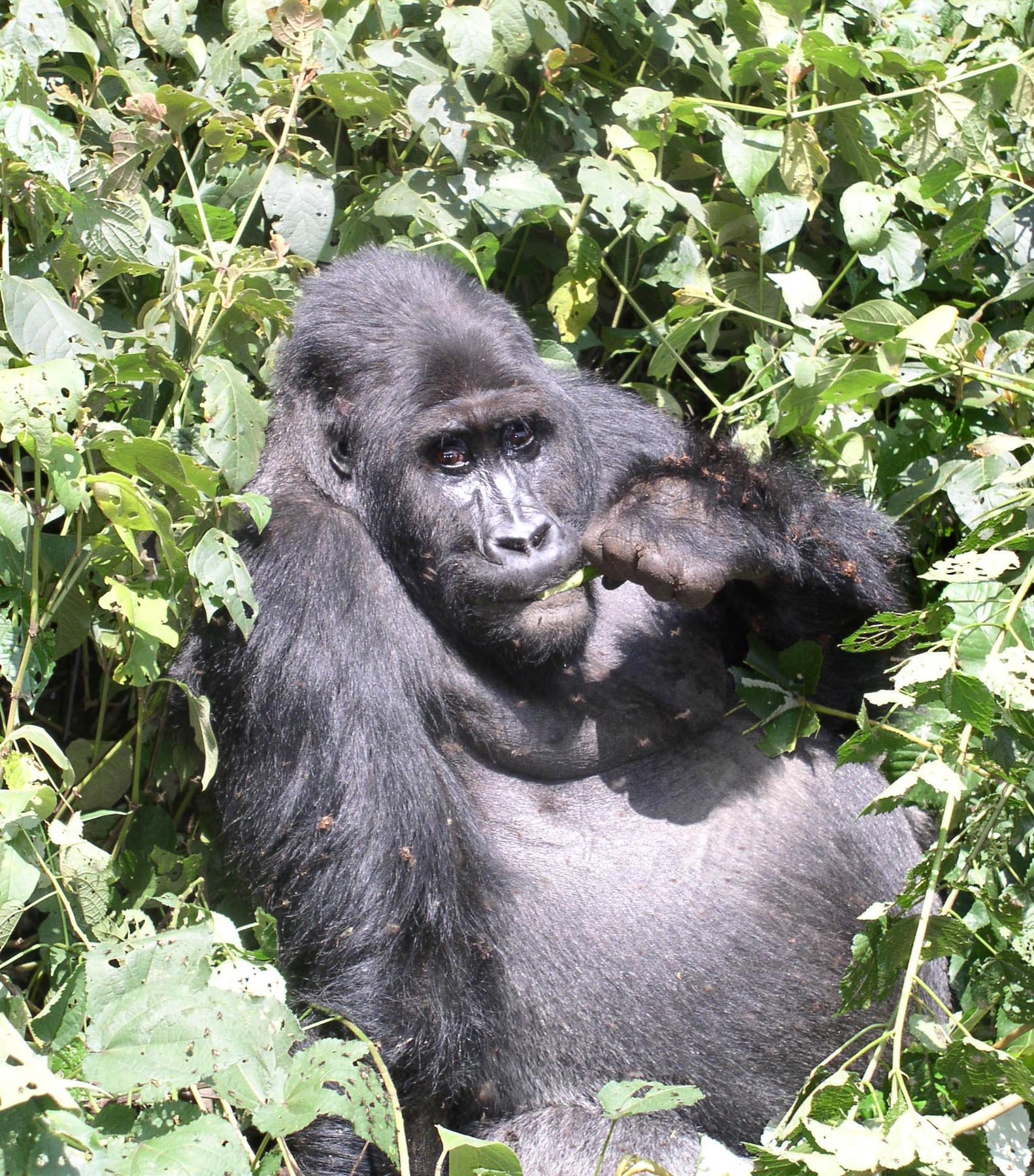
گوریل کوهستان
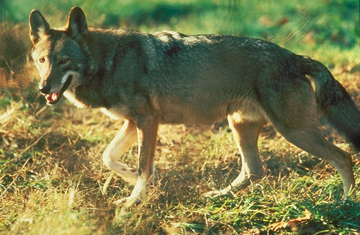
گرگ سرخ
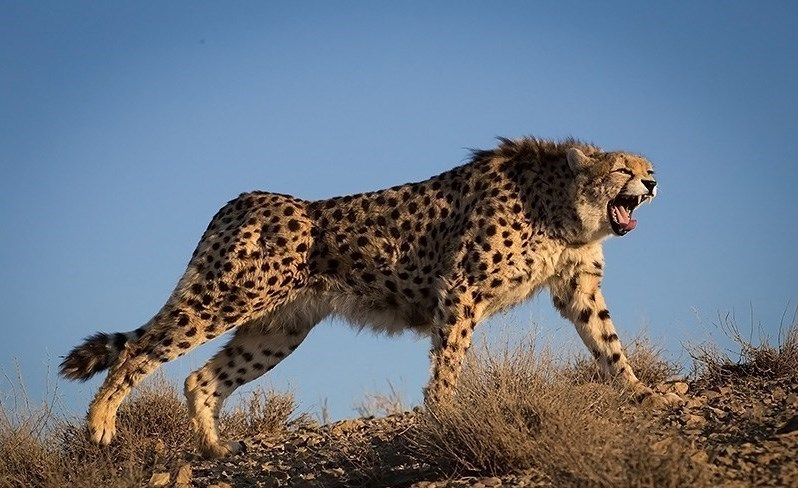
یوزپلنگ آسیایی
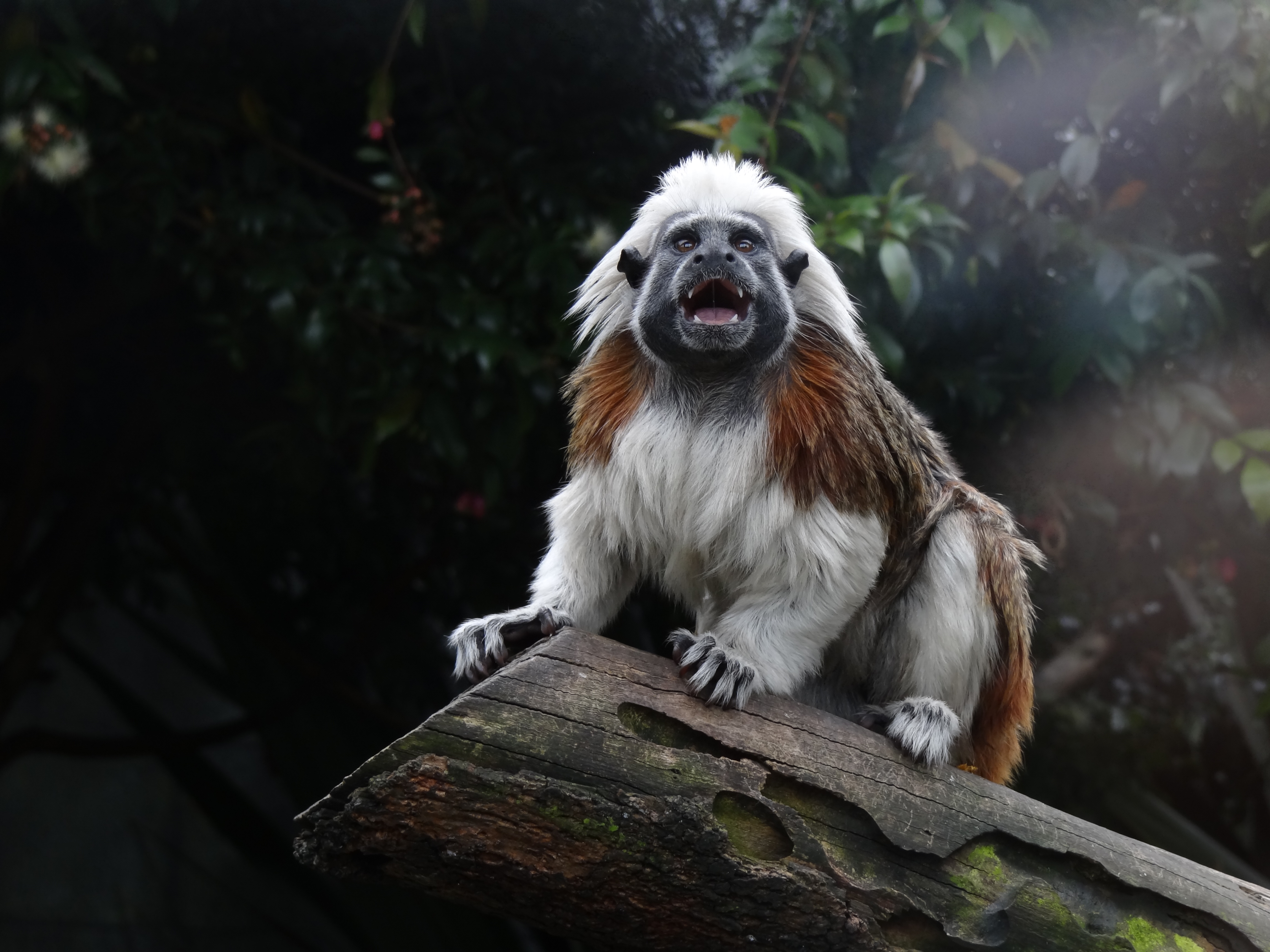
تامارین کلاه‌پنبه‌ای